# Maurizio Colombi
Maurizio Colombi (Milano, 13 febbraio 1965) è un commediografo, attore teatrale e regista teatrale italiano.

## Biografia
Attore, cantante lirico, autore e regista, Maurizio Colombi è un artista poliedrico. Inizia la carriera di attore presso il Teatro Stabile di Piero Mazzarella e la compagnia di Rino Silveri a Milano. Studia musica e violino alla scuola civica di Milano (Villa Simonetta). Si diploma come perito tecnico all'istituto superiore ITIS Settimo di Milano. Interpreta come attore/cantante oltre 70 titoli fra commedie e opere musicali. Scrive e dirige fino ad oggi 38 produzioni teatrali tra commedie, opere e musical. Direttore artistico nei siti olimpici alle Olimpiadi Invernali di Torino. Cura la direzione artistica di 6 parchi di divertimento: Aquapark di Zambrone; Le Caravelle di Ceriale; Edenlandia di Napoli; Aqualand del Vasto; Mirabilandia di Ravenna; Leolandia di Capriate.
All'inizio degli anni '90 emigra in Francia, lavora prima al fianco del regista Edmond Lumet e realizza poi uno spettacolo musicale su Federico Fellini intitolato “Strade”.
È ideatore e coordinatore del progetto culturale-teatrale “Lezioni di Dialetto” diretto da Piero Mazzarella.. Nel 2005 fonda la società Teatro delle Erbe Produzioni, nasce così il centro di produzioni dedicato agli allestimenti tecnici, scenografici, audio e luci e spazio prove.
Nel 2006 scrive il testo e firma la regia teatrale di Peter Pan il Musical con le intramontabile musiche di Edoardo Bennato. Con questo musical si aggiudicherà il prestigioso premio Gassman nel 2008, due edizioni del "biglietto d'oro" AGIS (2016 e 2018) ed il riccio d'argento come miglio spettacolo (2008).
A fine 2009 è la volta della regia di "We Will Rock You il Musical", spettacolo teatrale ispirato e prodotto dai Queen e Ben Elton.
Nel 2014 scrive il testo e firma la regia di "Rapunzel il Musical",  commedia musicale ispirata alla celebre fiaba dei fratelli Grimm, con Lorella Cuccarini nei panni di Madre Gothel. Musiche originali composte da Davide Magnabosco, Alex Procacci e Paolo Barillari.
Nel 2015 scrive il testo e firma la regia di "Vorrei la pelle nera", un musical teatrale ispirato alla storia della casa discografica Motown, con Luca Jurman.
Nel 2016 scrive il testo e firma la regia di "La Regina di Ghiaccio il Musical", uno spettacolo teatrale ispirato alla Turandot, con Lorella Cuccarini. Musiche originali composte da Davide Magnabosco, Alex Procacci e Paolo Barillari.
Nel 2017 scrive il testo e firma la regia di "Elvis An Historical Musical", un musical teatrale dedicato alla vita di Elvis Presley, con Joe Ontario.
Nel 2019 scrive il testo e firma la regia di "Aladin il musical geniale", prodotto da OTI presso il teatro Brancaccio di Roma, con Emanuela Rei e Leonardo Cecchi. Musiche originali composte da Davide Magnabosco, Alex Procacci e Paolo Barillari.
Nel 2019 scrive il testo e firma la regia di "Pinocchio Reloaded", un musical che partendo dalle vicende narrate da Collodi, rivisita la storia di Pinocchio in una chiave totalmente moderna, partendo dai grandi classici musicali di Edoardo Bennato fino ad arrivare a brani inediti Trap / Rap.
Dal 2008 porta in scena per i teatri italiani "Defending the Caveman" di Rob Becker, monologo di Broadway dallo stesso tradotto e adattato, per la regia di Teo Teocoli, riscuotendo un successo di critica e di pubblico ad ogni tappa.
Dal 2018 è testimonial ufficiale dei City Angels.